# Lee Mullican
Lee Mullican (Chickasha, 1919 — Santa Monica, 1998) est un peintre, lithographe et professeur d'art américain.
Il a fait partie du groupe surréaliste Dynaton avec Wolfgang Paalen et Gordon Onslow Ford et a été marié avec l'artiste vénézuélienne Luchita Hurtado.

## Biographie

### Jeunesse
Lee Mullican naît le 2 décembre 1919 à Chickasha, dans l'Oklahoma, aux États-Unis,.
Il est d'abord initié à l'art par sa mère, Zula Jolley Mullican (1887-1974), peintre amateur, et son père, Harris Nichols Mullican (1884-1972) l'inscrit au Abilene Christian College puis à l'Université de l'Oklahoma (1939-1941) et s'inscrit brièvement au Kansas City Art Institute en 1941,.
Mullican est enrôlé dans le corps du génie de l'armée des États-Unis en 1941, avant de fréquenter l'école topographique de Fort Belvoir, en Virginie, avant d'être stationné à Hawaï et au Japon,. Il utilise le temps libre considérable dont il dispose pendant la guerre pour travailler sur son art, bénéficiant de tout le matériel nécessaire et d'accéder à de grands musées. Il s'inspire aussi de la revue surréaliste DYN, qui présente également des œuvres d'art précolombien,.

### Carrière et vie avec Luchita Hurtado
Jack Stauffacher, un imprimeur qu'il a rencontré à l'armée, invite Mullican à San Francisco en 1946. Il se consacre alors au dessin et à la peinture, et l'un de ses tableaux est découvert par le surréaliste britannique Gordon Onslow Ford, qui le prend sous son aile et l'introduit dans la communauté artistique de la ville.
Il rencontre ainsi Wolfgang Paalen, peintre et éditeur de la revue DYN et son épouse Luchita Hurtado, également peintre, chez qui il emménage vers la fin des années 1940. Paalen, Onslow Ford et Mullican forment un collectif d'artistes en 1949 appelé Dynaton, un mouvement artistique post-surréaliste dont les influences esthétiques s'inspirent de la spiritualité des cultures précolombiennes et amérindiennes qui aboutit à une exposition de 1951 qui sera très remarquée : « New Vision: Wolfgang Paalen, Lee Mullican, Gordon Onslow Ford ». Accompagnée d'un catalogue comprenant des essais de Paalen et Johnson intitulé Dynaton, 1951, l'exposition est considérée comme l'une des influences majeures de la Beat Generation, de la culture hippie, et un critique d'art a appelé le mouvement « surréalisme pour le Nouveau Monde ».
Pendant cette période, Paalen et Hurtado divorcent. Lee Mullican et elle entame alors une relation et ont rapidement un premier fils, Matthew Mullican (en), en 1951. Ils se marient en 1957 et restent ensemble jusqu'à la mort de Mullican. Le couple reste en très bons termes avec Paalen, qui est retourné s'installer au Mexique.
Mullican et Hurtado tissent de solides liens avec les écrivains, cinéastes et artistes du Los Angeles des années 1950, parmi lesquels l'écrivain Christopher Isherwood et son partenaire le peintre Don Bachardy, qui sont leurs voisins à Santa Monica, la poétesse et actrice Iris Tree, l'écrivain James Agee, ou encore les designers Ray et Charles Eames et les cinéastes Jean Renoir et Charlie Chaplin,.
Après trois ans (1955-1958) passés à São Paulo, au Brésil, dans le cadre d'un programme d'échange d'artiste, Mullican obtient la bourse Guggenheim et la famille voyage en Italie en 1959,. Elle y rencontre le cinéaste Federico Fellini, la collectionneuse d'art Peggy Guggenheim et les artistes Louise Nevelson, Willem de Kooning et Isamu Noguchi. Hurtado et Mullican poursuivent leur voyage dans le reste de l'Europe quand ils apprennent le suicide de Paalen la même année. À leur retour d'Europe en 1960, ils séjournent dans l'État de New York, avant de retourner en Californie, où Mullican obtient un poste de conférencier à l'Université de Californie à Los Angeles (UCLA) en 1962, devenant membre de la faculté d'art de l'université. L'année suivante, il devient professeur adjoint puis gravit les échelons universitaires, prenant sa retraite en 1990 en tant que professeur titulaire. Il travaille principalement dans la région de Los Angeles jusqu'à sa mort et y expose régulièrement.
Luchita Hurtado et Lee Mullican ont leur deuxième fils John en 1962. Grâce à une bourse d'échange entre l'UCLA et l'Université du Chili, la famille voyage au Chili en 1968, en passant par le Venezuela, pays d'origine de Hurtado où ils visitent sa mère ; ils traversent le Pérou et l'Équateur sur le chemin du retour l'année suivante.
En 1972, le couple fait construire une maison à Taos. Mullican travaille néanmoins principalement dans la région de Los Angeles jusqu'à sa mort, exposant régulièrement. Mullican est aussi le conservateur unique de l'exposition « Los Angeles Painting » pour le Lancaster, Ohio Art Festival.
La famille voyage en Inde en 1980, ce qui mène à un échange d'expositions : Mullican est co-commissionnaire de deux expositions d'art contemporain indien en 1985-1986 et 1986-1987 à la Wight Art Gallery de l'UCLA ; l'autre présentant l'art contemporain indien à l'Université de Californie à Los Angeles,. D'autres voyages ont lieu aux États-Unis et dans plusieurs pays d'Europe.
Lee Mullican meurt à Santa Monica le 8 juillet 1998,,.

## Œuvre
« Le mariage des concepts européens de surréalisme et d'abstraction avec le paysage américain [...] était au cœur de son travail, et l'art amérindien était également une source importante », a déclaré Elliot Elgart, professeur émérite d'art à l'UCLA. « Le mariage de tous ces éléments a contribué à former la base de l'expression artistique mature de Mullican et lui offre une place particulière dans l'histoire de l'art américain. »
En plus de ses peintures, ses pièces en céramique ont été exposées à Los Angeles et il a également exploré le travail avec l'art généré par ordinateur.

### Œuvres notables
- Peyote Candle (1951, LACMA), proche de l'art précolombien[2]
- Pot Dance (1954), d'abstraction lyrique[2]
- Questionning Head (1961)  proche de l'art outsider[2]

Il sculpte aussi, avec Column with Moon (1986), un « fût grec surmonté d'un cercle lunaire anthropomorphisé », et crée des installations, avec notamment celle de 2009.

### Expositions et rétrospectives
- 1949, San Francisco Museum of Art, San Francisco (États-Unis)[2]
- 1951, « Dynaton », San Francisco Museum of Art, San Francisco (États-Unis)[2]
- 1966, centenaire de Toulouse-Lautrec, Paris (France)[2]
- 1967, Oklahoma Art Center, Oklahoma City (États-Unis)[2]
- 1968, Musée national des Beaux-Arts, Santiago (Chili)[2]
- 1980, Los Angeles Municipal Gall, Los Angeles (États-Unis)[2]
- 1995, pavillon du jardin botanique de Munich, Munich (Allemagne)[2]
- 2008, « Traces du sacré », centre Pompidou, Paris (France)[2]

### Conservation
- États-Unis
  - Museum of Modern Art, New York[8]
  - Art Institute of Chicago, Chicago[9]
  - Musée d'Art moderne de San Francisco, San Francisco[10]
  - Smithsonian American Art Museum, Washington, D.C.[11]
  - The Phillips Collection, Washington, D.C.[12]
  - National Gallery of Art, Washington, D.C.[13]
  - Musée d'Art du comté de Los Angeles, Los Angeles[14]
  - Musée des Beaux-Arts de Houston, Houston[15]
  - New Mexico Museum of Art, Santa Fe[16]